# منیژه وافق
منیژه وافق کارآفرین افغان و مدافع حقوق زنان است.

## حرفه
با درجه‌ای در رشته اقتصاد از سال ۲۰۰۲ با پروژه‌های توانمند سازی و برابری جنسیتی زنان کار کرده است. وی با همکاری فردی دیگر در چارچوب قوانین قانونی افغانستان کتابچه‌ای آموزشی برای زنان برای راه‌اندازی کسب و کار تألیف کرده است. او بیش از ۵۰۰ نفر از پرسنل زن دولت را در کابل و استان‌ها تربیت کرده است. او ۱۰ سال با برنامه «صلح از طریق تجارت» برنامه «مؤسسه توانمندسازی اقتصادی زنان» همکاری کرده و بیش از ۲۵۰ نفر زن دارای کسب وکار را در کابل و استان‌های دیگر پرورش داه است. وافق از سال ۲۰۰۸ به عنوان یکی از چهار شریک در یک شرکت مشاوره در کابل کار کرده است. بعدها در سال ۲۰۱۲ وافق و خواهرش سانیا وافق یک شرکت تولید لباس به نام «سرزمین عجایب زنان» تأسیس کردند که هم لباس آماده و هم لباس سفارشی می‌فروشد. گرچه او برنامه پرمشغله‌ای دارد، اما تعهدش نسبت به توانمندسازی زنان و برابری جنسیتی او را تشویق کرد که به مدت دو سال به عنوان یکی از اعضای هیئت اجرایی شبکه زنان افغانستانخدمت کرده و یکی از بنیانگذاران مؤسسه کارآفرینان برجسته برای توسعه افغانستان به منظور دفاع از حقوق اقتصادی و نقش زنان در افغانستان باشد.